# Primera Liga de Croacia 2022-23
La temporada 2022-23 es la trigésima segunda edición de la Primera Liga de Croacia, desde su establecimiento en 1992. El torneo se inició el 15 de julio de 2022 y finalizó el 28 de mayo de 2023. El Dinamo Zagreb es el campeón defensor.

## Ascensos y descensos
Un total de 10 equipos disputaron el campeonato, el NK Hrvatski Dragovoljac descendió la temporada anterior, siendo reemplazado para este torneo por el campeón de la Segunda Liga, el NK Varaždin.
| Pos. | Descendidos de la Primera Liga de Croacia 2020-21 |
| ---- | ------------------------------------------------- |
| 10.º | NK Hrvatski Dragovoljac                           |

| Pos. | Ascendidos de la Segunda Liga de Croacia 2020-21 |
| ---- | ------------------------------------------------ |
| 1.º  | NK Varaždin                                      |

## Participantes
| Club             | Ciudad        | Estadio                 | Capacidad |
| ---------------- | ------------- | ----------------------- | --------- |
| Dinamo Zagreb    | Zagreb        | Stadion Maksimir        | 24,851    |
| HNK Gorica       | Velika Gorica | Stadion Radnik          | 4,536     |
| HNK Hajduk Split | Split         | Stadion Poljud          | 33,987    |
| NK Istra 1961    | Pula          | Stadion Aldo Drosina    | 9,921     |
| NK Lokomotiva    | Zagreb        | Stadion Kranjčevićeva1  | 3,690     |
| NK Osijek        | Osijek        | Stadion Gradski vrt     | 18,856    |
| HNK Rijeka       | Rijeka        | Stadion Rujevica        | 8,191     |
| NK Slaven Belupo | Koprivnica    | Stadion Ivan Kušek-Apaš | 3,054     |
| HNK Šibenik      | Šibenik       | Stadion Šubićevac       | 3,701     |
| NK Varaždin      | Varaždin      | Stadion Varteks         | 8,818     |

- 1Lokomotiva organiza sus partidos en casa en el Stadion Kranjčevićeva. El estadio fue originalmente la sede del NK Zagreb.

### Equipación
| Club              | Técnico               | Capitán            | Equipación |
| ----------------- | --------------------- | ------------------ | ---------- |
| Dinamo Zagreb     | Igor Bišćan           | Dominik Livaković  | Adidas     |
| Gorica            | Željko Sopić          | Aleksandar Jovičić | Alpas      |
| Hajduk Split      | Ivan Leko             | Lovre Kalinić      | Macron     |
| Istra 1961        | Gonzalo García García | Slavko Blagojević  | Kelme      |
| Lokomotiva Zagreb | Silvijo Čabraja       | Josip Pivarić      | Macron     |
| Osijek            | Stjepan Tomas         | Mihael Žaper       | 2Rule      |
| Rijeka            | Sergej Jakirović      | Haris Vučkić       | Joma       |
| Slaven Belupo     | Zoran Zekić           | Tomislav Božić     | Jako       |
| Šibenik           | Damir Canadi          | Mario Ćurić        | Macron     |
| Varaždin          | Mario Kovačević       | Igor Postonjski    | Legea      |

## Clasificación
| Pos. | Equipo            | Pts. | PJ | G  | E  | P  | GF | GC | Dif. | Clasificación y descenso                                  |
| ---- | ----------------- | ---- | -- | -- | -- | -- | -- | -- | ---- | --------------------------------------------------------- |
| 1    | Dinamo Zagreb (C) | 81   | 36 | 24 | 9  | 3  | 81 | 28 | +53  | Segunda fase clasificatoria de la Liga de Campeones       |
| 2    | Hajduk Split      | 71   | 36 | 21 | 8  | 7  | 65 | 41 | +24  | Tercera fase clasificatoria de la Liga Europa Conferencia |
| 3    | NK Osijek         | 50   | 36 | 13 | 11 | 12 | 46 | 41 | +5   | Segunda fase clasificatoria de la Liga Europa Conferencia |
| 4    | HNK Rijeka        | 49   | 36 | 14 | 7  | 15 | 44 | 44 | 0    | Segunda fase clasificatoria de la Liga Europa Conferencia |
| 5    | NK Varaždin       | 46   | 36 | 12 | 10 | 14 | 41 | 51 | −10  |                                                           |
| 6    | Istra 1961        | 46   | 36 | 11 | 13 | 12 | 36 | 38 | −2   |                                                           |
| 7    | Lokomotiva Zagreb | 43   | 36 | 11 | 10 | 15 | 45 | 50 | −5   |                                                           |
| 8    | Slaven Belupo     | 43   | 36 | 10 | 13 | 13 | 27 | 46 | −19  |                                                           |
| 9    | HNK Gorica        | 32   | 36 | 7  | 11 | 18 | 36 | 50 | −14  |                                                           |
| 10   | HNK Šibenik (D)   | 27   | 36 | 5  | 12 | 19 | 24 | 56 | −32  | Descendido a la Segunda Liga de Croacia                   |

Actualizado a los partidos jugados el 28 de mayo de 2023.
 Fuente: PrvaHNL.hr
Criterios de clasificación: 1) Puntos; 2) Puntos directos; 3) Diferencia de gol directa; 4) Goles anotados directos (en casa si ambos equipos están empatados); 5) Diferencia de gol; 6) Goles marcados; 7) Play-off
(Nota: Los criterios 2-4 y 7 solo se utilizan para decidir al campeón, los equipos clasificados a competición internacional o equipos en el descenso y en ese caso el criterio 6 no se utilizará).
Notas:
1. ↑  Hajduk Split clasificó a la tercera ronda de la Liga Europa Conferencia por ser el campeón de la Copa de Croacia 2022-23. Por lo tanto el cupo que da la liga a la segunda ronda pasa al cuarto clasificado.

## Resultados
Cada equipo juega de ida y vuelta contra todos los demás equipos de la liga dos veces, para un total de 36 partidos cada uno.

### Primera ronda
| Local \ Visitante | DIN | GOR | HAJ | IST | LOK | OSI | RIJ | SLA | ŠIB | VAR |
| ----------------- | --- | --- | --- | --- | --- | --- | --- | --- | --- | --- |
| Dinamo Zagreb     | —   | 0–0 | 4–1 | 4–1 | 3–2 | 5–2 | 3–1 | 4–1 | 3–0 | 3–1 |
| Gorica            | 0–1 | —   | 0–1 | 0–2 | 3–2 | 0–1 | 0–2 | 1–1 | 0–0 | 0–0 |
| Hajduk Split      | 1–1 | 3–1 | —   | 2–2 | 2–1 | 3–1 | 2–0 | 5–1 | 2–1 | 2–1 |
| Istra 1961        | 1–0 | 1–0 | 0–2 | —   | 1–2 | 1–0 | 1–1 | 0–0 | 0–0 | 1–2 |
| Lokomotiva        | 1–2 | 2–1 | 2–2 | 2–0 | —   | 2–1 | 3–1 | 0–1 | 1–1 | 1–2 |
| Osijek            | 1–0 | 2–1 | 2–1 | 2–0 | 4–1 | —   | 1–1 | 0–0 | 1–1 | 2–2 |
| Rijeka            | 2–7 | 1–1 | 0–1 | 0–1 | 3–0 | 0–3 | —   | 0–1 | 0–0 | 1–2 |
| Slaven Belupo     | 1–5 | 2–1 | 2–2 | 0–3 | 0–0 | 0–4 | 2–1 | —   | 0–0 | 1–0 |
| Šibenik           | 1–2 | 1–1 | 1–1 | 0–0 | 2–1 | 0–2 | 0–1 | 0–2 | —   | 1–2 |
| Varaždin          | 1–1 | 2–1 | 0–2 | 1–1 | 0–0 | 4–1 | 0–3 | 0–1 | 2–2 | —   |

### Segunda ronda
| Local \ Visitante | DIN | GOR | HAJ | IST | LOK | OSI | RIJ | SLA | ŠIB | VAR |
| ----------------- | --- | --- | --- | --- | --- | --- | --- | --- | --- | --- |
| Dinamo Zagreb     | —   | 4–1 | 4–0 | 1–0 | 2–1 | 1–1 | 1–0 | 4–0 | 4–0 | 2–0 |
| Gorica            | 1–1 | —   | 0–0 | 5–4 | 1–0 | 2–0 | 1–0 | 0–0 | 0–3 | 5–2 |
| Hajduk Split      | 0–0 | 2–1 | —   | 2–2 | 3–4 | 3–0 | 1–2 | 1–0 | 3–0 | 2–0 |
| Istra 1961        | 0–0 | 1–0 | 3–0 | —   | 0–0 | 1–0 | 0–2 | 1–1 | 3–0 | 2–1 |
| Lokomotiva        | 1–2 | 2–2 | 0–3 | 3–1 | —   | 1–0 | 1–2 | 1–0 | 1–0 | 1–1 |
| Osijek            | 0–0 | 2–0 | 0–2 | 1–0 | 2–2 | —   | 1–1 | 0–0 | 0–0 | 0–1 |
| Rijeka            | 1–2 | 2–0 | 2–0 | 2–2 | 2–0 | 1–1 | —   | 0–1 | 1–0 | 3–1 |
| Slaven Belupo     | 1–1 | 1–1 | 0–1 | 2–0 | 0–0 | 2–1 | 1–3 | —   | 0–1 | 1–1 |
| Šibenik           | 2–1 | 0–4 | 2–3 | 0–0 | 0–4 | 1–4 | 1–2 | 3–1 | —   | 0–2 |
| Varaždin          | 1–3 | 2–1 | 1–4 | 0–0 | 0–0 | 1–3 | 2–0 | 1–0 | 2–0 | —   |

## Goleadores
- Actualización final el 28 de mayo de 2023.
| Rank | Jugador          | Club              | Goles |
| ---- | ---------------- | ----------------- | ----- |
| 1    | Marko Livaja     | Hajduk Split      | 19    |
| 2    | Matija Frigan    | HNK Rijeka        | 14    |
| 3    | Fran Brodić      | NK Varaždin       | 12    |
| 3    | Luka Ivanušec    | Dinamo Zagreb     | 12    |
| 3    | Ramón Miérez     | NK Osijek         | 12    |
| 6    | Ante Erceg       | NK Istra 1961     | 11    |
| 7    | Jan Mlakar       | Hajduk Split      | 10    |
| 7    | Bruno Petković   | Dinamo Zagreb     | 10    |
| 9    | Sandro Kulenović | Lokomotiva Zagreb | 9     |
| 10   | Monsef Bakrar    | NK Istra 1961     | 8     |
| 10   | Dion Drena Beljo | NK Osijek         | 8     |
| 10   | Mijo Caktaš      | NK Osijek         | 8     |
| 10   | Mislav Oršić     | Dinamo Zagreb     | 8     |